# Блед 1931 (шаховий турнір)
Блед 1931 — великий міжнародний шаховий турнір, який запропонував провести Мілан Відмар 1931 року в Бледі та Любляні(Словенія, тодішнє Королівство Югославія). Ідею шахіста добре сприйняли і в Любляні (його рідному місті) і в розташованому неподалік курорті, місті Блед. Утворився організаційний комітет і наприкінці липня 1931 року, після закінчення 4-ї шахової олімпіади в Празі, цей комітет призначив Ганса Кмоха провести переговори з її учасниками й запросити їх на подвійний круговий турнір на березі Бледського озера.
Хосе Рауль Капабланка не міг бути запрошеним через його суперечки з Олександром Алехіним. Алберт Горовіц зауважив, що Алехін використав своє положення чемпіона світу, щоб не допустити Капабланку до турніру. Акіба Рубінштейн був запрошеним, але його замінив Штольц, оскільки Рубінштейн прийняв запрошення занадто пізно.
Чотирнадцять провідних майстрів прийняли запрошення. Учасники зупинилися в готелі Топліце і залишалися там упродовж всього турніру, окрім 19-го туру, який відбувся в Любляні. Перший раунд розпочався 23 серпня у великому салоні. Алехін виграв турнір з великою перевагою, на 5½ очок попереду Юхим Боголюбов, не програвши жодної партії. Його гамбітний виглядав як знущання з інших гравців.

## Перехресна таблиця
| #  | Гравець                     | 1  | 2  | 3  | 4  | 5  | 6  | 7  | 8  | 9  | 10 | 11 | 12 | 13 | 14 | Загалом |
| -- | --------------------------- | -- | -- | -- | -- | -- | -- | -- | -- | -- | -- | -- | -- | -- | -- | ------- |
| 1  | Олександр Алехін (Франція)  | ** | 1½ | 11 | ½½ | 1½ | 1½ | 11 | 1½ | ½½ | 1½ | 11 | 11 | ½½ | 11 | 20½     |
| 2  | Юхим Боголюбов (Німеччина)  | 0½ | ** | ½0 | 11 | 0½ | 11 | 1½ | 10 | 0½ | 01 | 00 | 11 | ½1 | 11 | 15      |
| 3  | Арон Німцович (Данія)       | 00 | ½1 | ** | 00 | ½½ | 11 | 0½ | ½½ | ½1 | ½½ | 1½ | 1½ | 11 | 0½ | 14      |
| 4  | Айзек Кешден (США)          | ½½ | 00 | 11 | ** | ½½ | 0½ | 1½ | 00 | ½½ | 1½ | 10 | 11 | ½½ | ½½ | 13½     |
| 5  | Мілан Відмар (Югославія)    | 0½ | 1½ | ½½ | ½½ | ** | ½0 | ½0 | ½½ | ½0 | 11 | ½½ | ½1 | ½1 | ½½ | 13½     |
| 6  | Сало Флор (Чехословаччина)  | 0½ | 00 | 00 | 1½ | ½1 | ** | ½½ | 10 | ½1 | 1½ | 11 | ½0 | ½1 | ½½ | 13½     |
| 7  | Геста Штольц (Швеція)       | 00 | 0½ | 1½ | 0½ | ½1 | ½½ | ** | 11 | ½1 | ½½ | ½1 | 00 | 01 | 1½ | 13½     |
| 8  | Ксавери Тартаковер (Польща) | 0½ | 01 | ½½ | 11 | ½½ | 01 | 00 | ** | ½½ | ½0 | ½½ | 11 | ½½ | ½½ | 13      |
| 9  | Рудольф Шпільман (Австрія)  | ½½ | 1½ | ½0 | ½½ | ½1 | ½0 | ½0 | ½½ | ** | ½½ | 0½ | 00 | 1½ | 11 | 12½     |
| 10 | Борислав Костіч (Югославія) | 0½ | 10 | ½½ | 0½ | 00 | 0½ | ½½ | ½1 | ½½ | ** | ½½ | 01 | 1½ | 11 | 12½     |
| 11 | Ґеза Мароці (Угорщина)      | 00 | 11 | 0½ | 01 | ½½ | 00 | ½0 | ½½ | 1½ | ½½ | ** | ½1 | ½½ | ½½ | 12      |
| 12 | Едґар Колле (Belgium)       | 00 | 00 | 0½ | 00 | ½0 | ½1 | 11 | 00 | 11 | 10 | ½0 | ** | 0½ | 11 | 10½     |
| 13 | Лайош Асталош (Югославія)   | ½½ | ½0 | 00 | ½½ | ½0 | ½0 | 10 | ½½ | 0½ | 0½ | ½½ | 1½ | ** | 0½ | 9½      |
| 14 | Вася Пірц (Югославія)       | 00 | 00 | 1½ | ½½ | ½½ | ½½ | 0½ | ½½ | 00 | 00 | ½½ | 00 | 1½ | ** | 8½      |